# Stig Andreasson
Stig Andreasson, född 30 mars 1948 i Kalmar, död 21 december 2014, var en svensk fotbollsspelare mest känd för att ha spelat i Kalmar FF i allsvenskan 1976–1980.

## Karriär
Andreasson debuterade för KFF 1967 i ett seriederby mot Öster som Kalmar vann med 2-1. Men han hade svårt att ta en ordinarie plats som anfallare i Kalmars lag. Svårigheten att bli ordinarie ledde till en flytt, så att han från 1969 spelade i Lyckeby GoIF, för att sedan 1970-72 spela i Kalmar AIK. Från 1973 var han tillbaka i Kalmar FF men nu som försvarare, då främst i rollen som offensiv högerback.
Andreasson var känd för ett starkt tillslag på bollen och var en farlig frisparksskytt och given straffläggare. Hans premiärmål i A-laget var en frispark mot Västra Frölunda på Slottskogsvallen från 35 meter. Den 2 oktober 1977 på Landskrona IP gjorde han ett legendariskt allsvenskt mål genom att skjuta stolpe in från över 40 meters håll, Kalmar vann den matchen till slut med 3-1. Av Andreassons 17 allsvenska mål på 95 matcher så tillkom 8 av dem på straff. Totalt blev det 415 matcher i Kalmars A-lag. 
Efter tiden i Kalmar FF blev han först spelande tränare i Lyckeby GoIF och därefter tränare i ett flertal mindre föreningar som Tvärskog IF, Lindås BK och Lyckeby GoIF.

## Privatliv
Vid sidan av hela spelarkarriären var Andreasson brandman. Han vidareutbildade sig sedan och blev brandinspektör. 

## Meriter
Kalmar FF
- Lilla silvret i Fotbollsallsvenskan 1977
- 2002 Högerback i Drömelva genom tiderna i Kalmar FF, i Boken om Kalmar FF.

### Webbsidor
- Palmqvist, Klas (22 december 2014). ”Stig Andreasson död”. Östra Småland. Arkiverad från originalet den 27 december 2019. https://web.archive.org/web/20191227115338/http://www.ostrasmaland.se/feature/stig-andreasson-dod/. Läst 27 december 2019.
- Palmqvist, Klas (4 november 2016). ”Kalmar FF blev Bosse Peterssons öde”. Östra Småland. Arkiverad från originalet den 27 december 2019. https://web.archive.org/web/20191227115316/http://www.ostrasmaland.se/feature/kalmar-ff-blev-bosse-peterssons-ode/. Läst 27 december 2019.
- ”Stig Andreasson död”. Barometern. 22 december 2014. http://www.barometern.se/sport/stig-andreasson-dod/. Läst 27 december 2019.
- ”SvenskaFans” (på engelska). www.svenskafans.com. https://www.svenskafans.com/fotboll/14638. Läst 27 december 2019.
- ”SvenskaFans” (på engelska). www.svenskafans.com. https://www.svenskafans.com/fotboll/14638. Läst 27 december 2019.
- Majlard, Jan (2 november 2008). ”Kalmar kan fira”. Svenska Dagbladet. ISSN 1101-2412. https://www.svd.se/kalmar-kan-fira. Läst 27 december 2019.